# Алиханян, Сос Исаакович
Сос Исаа́кович Алиханя́н (26 ноября 1906, Баку, Азербайджан — 26 января 1985) — советский генетик, профессор. Заслуженный деятель науки и техники РСФСР.

## Биография
Родился в Баку в семье актёра, народного артиста Грузинской ССР и Армянской ССР Исаака Семёновича Алиханяна, окончил школу в Тбилиси.
В 1930 году окончил Московский институт народного хозяйства.
В 1931—1948 — работал в Московском университете на кафедре генетики под руководством А. С. Серебровского. Участник дискуссий с лысенковцами в 1939 и 1948 гг.
Участвовал в Великой Отечественной войне, был тяжело ранен.
После августовской сессии ВАСХНИЛ был уволен из университета и начал работать во Всесоюзном научно-исследовательском институте пенициллина (позднее — ВНИИ антибиотиков) (1948—1958 гг.), зав. лабораторией селекции промышленных микроорганизмов.
В 1958—1968 годах работал в Институте атомной энергии им. И. В. Курчатова, в 1968 году организовал Государственный НИИ генетики и селекции промышленных микроорганизмов, директором которого был до 1975 года.
Автор работ, посвящённых генетической рекомбинации у актиномицетов, генетическому взаимодействию актиномицетной клетки и актинофага, генетическому контролю синтеза ДНК у бактерий и фагов, а также молекулярным механизмам мутагенеза у бактериофагов и генетическому аппарату тиминового метаболизма фага.